# أرمي ميلار
أرمي ميلار (وُلدت في 2 يناير 1984) هي مطربة فلبينية معروفة باسم مغنية الرصاص / وعازفة بيانو في فرقة الروك Up Dharma Down الحائزة على جائزة الدولة التقديرية.

## حياتها

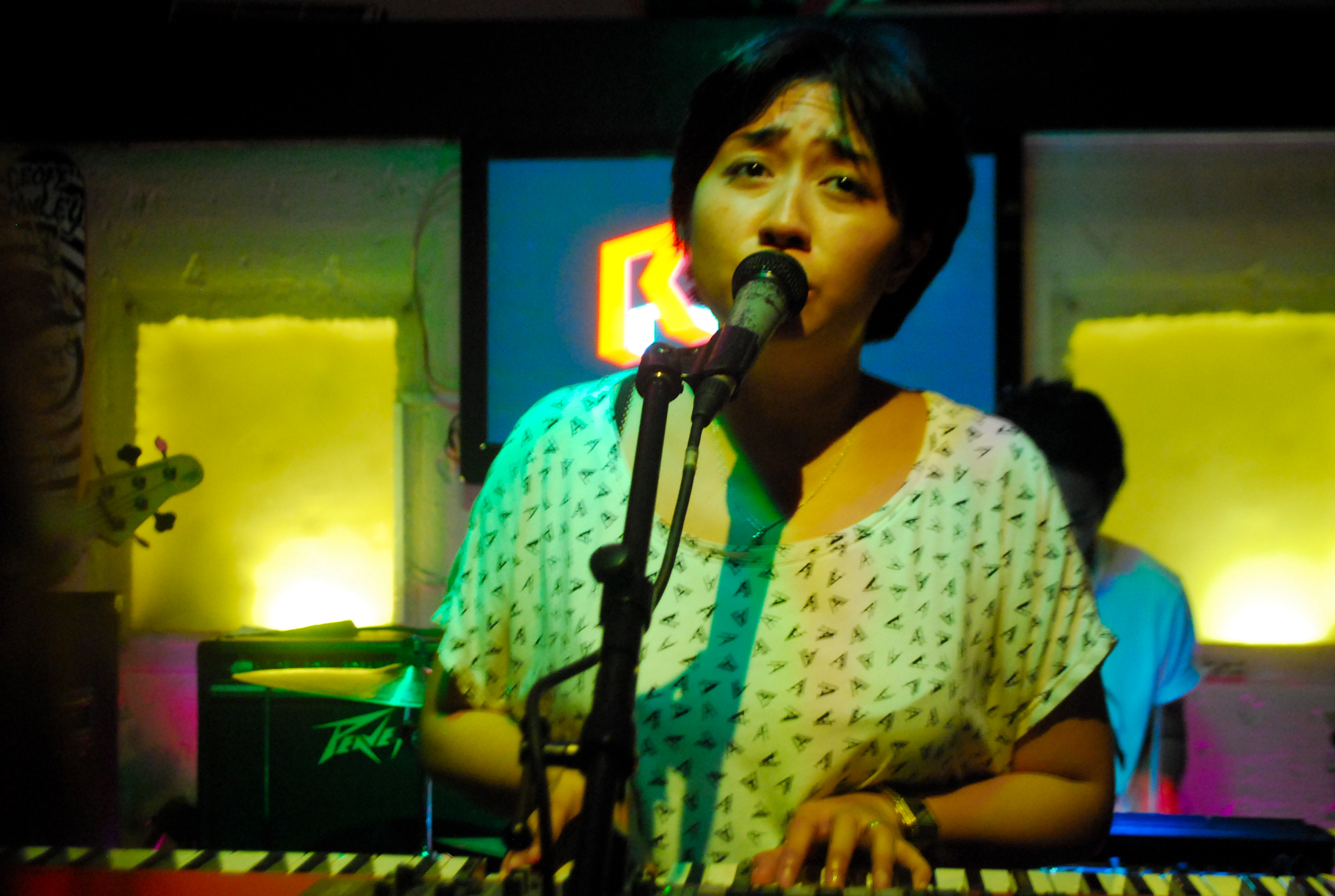
أرمي ميلار

كانت أرمي ميلار بحوالي عمر الخامسة أو السادسة عندما أتى البيانو لأول مرة إلى منزلهم. بدأت ميلار العبث به، بينما كان يلعب الأطفال الآخرون في الشوارع، حيث أمضت ميلار الصغيرة طفولتها في العزف على البيانو. استكشفت ميلار في سن مبكرة أيضًا أدوات أخرى مثل الكمان والغيتار والطبول. تعلمت ميلار في نهاية المطاف العزف على آلات موسيقية أخرى مثل الآلة التقليدية للفلبينيين "كولينتانج-Kulintang" وآلة "كوتو-Koto اليابانية، واعتبرتهم جزءًا هامًا من عملية كتابة الأغاني الخاصة بها.
تنتمي ميلار إلى عائلة فلبينية من الطبقة الوسطى والتي لم تكن عائلة موسيقية. أراد والداها منها أن تصبح طبيبة لأن أمها كانت ممرضة بينما كان والدها يعمل كرجل أعمال. كان يُنظر إلى الموسيقى على أنها مهنة تنتمي إلى الماضي، ولأنها كانت تحب الموسيقى، اختارتها مُتحديةً ما يريده والداها. وقد نُقل عنها قولها: «لم أكن لأعود إلى المنزل حاملاً. أنا فقط أردت صنع الموسيقى. أنا لم أشرب أو أدخن».
عندما بدأت فرقة Up Dharma Down بإحداث موجات في المشهد الموسيقي المحلي، قررت ميلار اتخاذ قرار بالانسحاب ودفع الرسوم الدراسية الخاصة بمدرستها. وقد توصل والداها الآن إلى اتفاق مع اختيارها الموسيقى، فقد قبلوا أخيرًا، وفقا لميلار، الموسيقى التي تعزفها بعد عشر سنوات.
قالت ميلار في بيان صحفي لشبكة GMA «الركود غير مرحب به في هذه المجموعة». والهدف منها هو صنع شيء يمكن للمستمعين أن يكبروا به، قليل من الحنين بنفس الطريقة التي يعكس بها الألبوم الموسيقى التي ترعرعت بها الفرقة.

## ألبومات الموسيقى

### مع فريق Up Dharma Down
- مُحطمة (2006، تسجيلات تيرنو)
- (Bipolar - بايبولارلا)" (2008، تسجيلات تيرنو)
- القدرات (2012، تسجيلات تيرنو)

### منفردة
- «في انتظار علامة»
- «كحل»
- «ديلوبيو»
- «محاولة قياس السعادة»
- «يولاندا»

### أغاني الغلاف
- «عالم مجنون» (دموع الخوف)

- «تاو» من فيلم Honor Thy Father

## معارض الفن
ساهمت أرمي ميلار في مجال الفنون البصرية، وشاركت مرارًا مع الفنان كاوايان دي جويا في عام 2011 في مدينة باغيو. شاركت ميلار في معرض فني بصري عنوانه "In Transit"، كما شاركت في معرض المجموعة الذي استمر في 20 سبتمبر 2015 في المعرض الصغير للمركز الثقافي في الفلبين. تم عرض أعمالها مع فنانين موسيقيين مثل إدرانيلاس وكابونيان دو جويا وجازل كريستين وماجوسكي وكانا وغيرهم.